# Darès le Phrygien
Darès le Phrygien était d'après l'Iliade un prêtre troyen d'Héphaïstos, contemporain de la guerre de Troie. Il était le père de Phégée et d'Idée, qui, montés sur un même char, attaquèrent Diomède ; celui-ci tua le premier d'un javelot en plein cœur, tandis qu'Héphaïstos sauvait le second en le couvrant d'un épais brouillard (pudique métaphore de la fuite). Virgile mentionne un Idée parmi les compagnons d'Énée.

## Histoire de la destruction de Troie
Selon Élien, Darès était l'auteur d'un récit de la guerre de Troie. Un texte en latin se présentant comme la traduction de celui de Darès nous est parvenu sous le titre Histoire de la destruction de Troie (De excidio Trojæ historia). Cette version est attribuée à Cornelius Nepos, qui la dédicace à Salluste. L'état de la langue montre qu'il s'agit d'un texte de l'Antiquité tardive. Le manuscrit le plus ancien date du VIIIe siècle.
On n'en sait guère plus sur la genèse de ce texte, qui a connu au Moyen Âge un succès considérable. Son latin très simple lui donnait une fonction pédagogique, qui est peut-être d'origine. Près de 200 manuscrits médiévaux sont conservés (ce qui est considérable pour ce genre de texte). Des traductions en ancien français ont été réalisées au XIIIe siècle (par Jofroi de Waterford et Jean de Flixicourt). Ce récit était souvent associé à l’Éphéméride de Dictys de Crète (les deux étant généralement imprimés ensemble, au moins depuis 1471). Ces deux textes sont la source principale des traditions médiévales sur la guerre de Troie. Par exemple, Daire est cité comme source au vers numéro 91 du Roman de Troie, achevé circa 1155.